# Großer Wummsee
Der Große Wummsee liegt im Norden Brandenburgs unmittelbar an der Grenze zu Mecklenburg-Vorpommern, die am nördlichen Seeufer verläuft. Der See hat eine Fläche von 144 Hektar und ist bis zu 35 Meter tief. Die große Sichttiefe des nährstoffarmen und sehr klaren Sees lässt Wasserpflanzen sogar noch in 13 Meter Tiefe wachsen.
Der Große Wummsee liegt in einer Endmoränenlandschaft mit steilen Ufern und wurde aus zahlreichen Toteiskesseln gebildet, was sich noch heute an der stark gegliederten Uferlinie zeigt.
Das Gebiet des Großen Wummsees wurde zusammen mit dem Twernsee und dem in Verlandung begriffenen Kleinen Wummsee 1967 zum Naturschutzgebiet Wumm- und Twernsee erklärt. Der Name des Sees leitet sich von der ehemaligen slawischen Siedlung Wumsow am Südufer des Sees ab. Im 18. Jahrhundert befand sich am Südostufer, am Übergang zum Kapellensee, eine Glashütte, die Grünhütte genannt wurde, weil sie grünes Glas produzierte. Die Produktion in der Hütte wurde 1889 eingestellt. An der Stelle befindet sich immer noch eine kleine Ansiedlung. Im Nordwesten des Sees gibt es zwei größere Inseln Großer und Kleiner Horst. Auch im Osten gibt es eine kleinere Insel (auch Blumenkorb genannt). Am Westufer des Sees befindet sich der Maronstein, ein Gedenkstein für Oberförster I. Maron.
Der See wurde erstmals im Jahr 1274 als „stagnum Womazowe“ urkundlich genannt. Der Name geht auf das altpolabischen *vomaz- „Schmiere, Schlamm“ zurück.